# Автошлях E010
Європейський маршрут E010 — європейський автомобільний маршрут категорії Б, що проходить по Киргизстану та з'єднує міста Ош і Бішкек.

## Маршрут
- Киргизстан
  -  E007 Ош
  -  E40 Бішкек